# 포르투갈어 공용 아프리카 국가

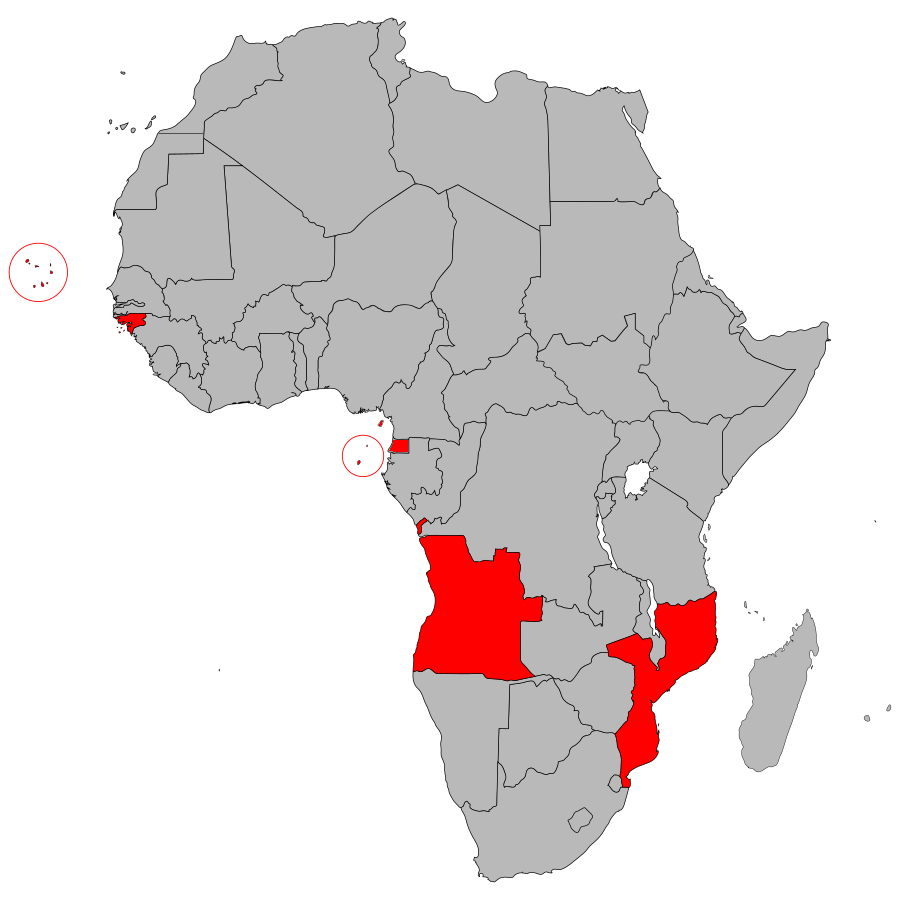
붉은 색이 포르투갈어권 아프리카 국가 (PALOP)

포르투갈어 공용 아프리카 국가(포르투갈어: Países Africanos de Língua Oficial Portuguesa, PALOP)는 포르투갈어를 공용어로 사용하는 앙골라, 카보베르데, 기니비사우, 모잠비크, 상투메프린시페 다섯 개 나라로 구성된다. 이들 포르투갈 제국의 구 식민지였던 국가들은 공통의 공용어를 갖는 것 뿐 아니라 강한 문화적 정체성, 정치 시스템의 유사성 및 오랜 상호 교류와 접촉의 전통을 공유하고 있다. 1992년 이들 다섯 포르투갈어 공용 아프리카 국가들은 이들을 일컫는 포르투갈어 구어 약칭 PALOP에서 이름을 딴 국가간 조직을 결성하였다. PALOP 국가들은 포르투갈, 유럽 연합 및 유엔과 공식 양해각서에 서명해 문화 및 교육 개발과 포르투갈어의 보존을 증진하기 위해 협력하고 있다. 또한 포르투갈 및 브라질과 함께 이들 포르투갈어 공용 아프리카 국가들은 1996년 포르투갈어 사용국 공동체(포르투갈어: Comunidade dos Países de Língua Portuguesa, CPLP)를 설립하였고, 2002년 동티모르가 이에 가입하였다.

## 포르투갈어 공용 아프리카 국가
구 포르투갈 식민지
- 앙골라
- 카보베르데
- 기니비사우
- 모잠비크
- 상투메 프린시페

구 포르투갈 (1474 - 1778) 및 스페인 식민지 (1778–1968)
- 적도 기니 (스페인어, 프랑스어 외에 2011년 포르투갈어를 공용어로 채택).

## 같이 보기
- 포르투갈어 사용국 공동체